# Maritieme geschiedenis van België
De maritieme geschiedenis van België beschrijft de gebeurtenissen die samenhangen met het verloop van de scheepvaart in de Spaanse Nederlanden en België. De periode hiervoor wordt besproken in Maritieme geschiedenis van de Nederlanden: van de prehistorie tot 1585.

## Spaanse tijd
Keizer Karel V zorgde voor stabilisatie in de Nederlanden, zodat de handel en de scheepvaart al snel op het oude niveau lag. Antwerpen bloeide op en werd de grootste stapelplaats van Europa. Vanaf circa 1550 was er sprake van achteruitgang door religieuze intolerantie, verslechterend handelsklimaat en opkomst van andere handelscentra. De Tachtigjarige Oorlog betekende het einde van de bloei. De stad werd in 1576 op 4 november helemaal leeggeplunderd door de Spanjaarden tijdens de Spaanse Furie. De Republiek der Zeven Verenigde Provinciën sloot in 1587 na de Val van Antwerpen (1585) de Westerschelde af voor de doorgaande zeevaart naar Antwerpen en Gent. Voortaan moest daar de zeegaande of van zee komende lading worden overgeslagen (verbodemd) op lichters. De rede van Walcheren fungeerde daarvoor als voorhaven. Door tariefmaatregelen van de Zuid-Nederlandse regering week veel van de handelsvaart uit naar de Vlaamse kusthavens Duinkerke en Oostende. Daarvoor werden de Vlaamse kanalen tussen de Schelde en de kust verbeterd. Door de religieuze onderdrukking en de ongunstige economische omstandigheden trokken echter veel buitenlandse, Vlaamse en Brabantse kooplieden en geleerden uit Antwerpen naar Duitsland, Engeland en Frankrijk, en later ook naar Holland en Zeeland. Ze namen hun kapitaal, handelsrelaties en kennis mee.
Tijdens de opstand wisten de rebellen op den duur bijna alle havensteden in handen te krijgen. De katholieke vloot kon eerst alleen uit Grevelingen opereren, maar werd door de hertog van Parma in 1585 naar Duinkerke verplaatst, dat hij in 1583 heroverd had. Eerst bestond deze vloot uit koningsschepen, dus marineschepen van de koninklijke vloot, maar die werden al snel aangevuld door particuliere reders die een kaperbrief bemachtigden van de Hoge Admiraliteitsraad te Brussel. In ruil voor zo'n vergunning moest men tien percent van de buit afdragen als belasting en 35% schenken (dus ten bate van het eigen zielenheil) aan de armenzorg. Al snel werd zo'n enorme schade toegebracht aan de scheepvaart van de Unie van Utrecht dat de Staten-Generaal in 1587 besloten de Duinkerker kapers als zeerovers te behandelen en het recht van voetspoeling toe te passen, dat wil zeggen: gevangengenomen bemanningsleden van kaperschepen zonder enige vorm van proces overboord te gooien of knuppelen. Desondanks bleven de kapers een ware plaag voor de Nederlandse scheepvaart, die met tussenpozen tot het einde van de 17e eeuw zou voortduren.
Door Simon Stevin werd de Wet van Archimedes opnieuw ontdekt. Met Nova et Aucta Orbis Terrae Descriptio ad Usum Navigatium Emendate, de wereldkaart van Mercator uit 1569, werd de mercatorprojectie bekend, van groot belang voor de scheepvaart, omdat een lijn van constante kompaskoers op de kaart een rechte lijn is.
Geïnspireerd door het succes van onder andere de Vereenigde Oostindische Compagnie werd op 19 december 1722 de Oostendse Compagnie opgericht. De eerste vier schepen van de Compagnie voeren van Oostende uit op 10 februari 1724; twee waren bestemd voor China, een voor Bengalen en een voor Mokka. Weldra werden ook factorijen opgericht in Banquibazar en in Bhourompour.
De handelsactiviteiten richtten zich op twee gebieden: China en Bengalen, waarbij de Chinahandel de belangrijkste was. De Oostendse Compagnie was de eerste van het West-Europese vasteland die zich volledig toelegde op de handel met Kanton. De heenlading van de compagnieschepen bestond meestal uit zilverpiasters en lood als scheepsballast. De retourladingen bestonden uit zwarte Boelthee, zijden stoffen uit Nanking, porselein en chinoiserieën.
Met betrekking tot de theehandel heeft de Oostendse Compagnie de VOC ver achter zich gelaten. Zij kocht te Kanton de betere soorten op, de tweede keus werd naar Batavia verscheept, waarbij bovendien door slechtere verpakkingen en extra overladen de kwaliteit nog verder werd geschaad. De aanvoer van thee te Oostende was dan ook zeer belangrijk: tussen 1725-28 werd te Oostende 58% van de aanvoer van thee in West-Europa geveild. Het octrooi werd op 31 mei 1727 door het Preliminair Verdrag van Parijs voor de duur van zeven jaar geschorst. De genadeslag kwam ten slotte op 16 maart 1731, toen de Oostendse Compagnie definitief verboden werd door het Verdrag van Wenen. Niettemin duurde haar activiteit voort tot in 1777.

## Verenigd Koninkrijk der Nederlanden
Tussen 1815 en 1830 was de Antwerpen de belangrijkste haven van het Verenigd Koninkrijk der Nederlanden. In het begin van de 19e eeuw kende Antwerpen een opvallende economische groei. John Cockerill richtte in 1824 Cockerill Yards op.In 1828 werd met financiële steun van Willem I via de Nederlandsche Handel-Maatschappij in Antwerpen Bureau Veritas opgericht. In 1829 telde de vloot van de zuidelijke Nederlanden 182 schepen van in totaal 27.000 registerton. Dat was een zevende van de vloot van het Verenigd Koninkrijk der Nederlanden. Reder Saportas opende in 1828 een lijndienst Antwerpen-Brazilië.

## België
Na de Belgische Revolutie van 1830 en de hernieuwing van de Scheldetol (afgekocht in 1863) emigreerden meerdere Vlaamse reders naar Vlissingen. De Belgische onafhankelijkheid leidde tot stagnatie. In 1858 werd de rederij Cockerill opgericht, Armement Deppe volgde in 1860, Navigation Belgo-Américaine (beter bekend als de Red Star Line) in 1872. De volgende vijftig jaar reisden 2,3 miljoen emigranten met de Red Star Line naar Amerika. In 1935 werd de onderneming ontbonden. De eerste grote reders in Antwerpen waren Engelsen en Duitsers.
Bij het begin van Kongo-Vrijstaat in 1885, de privé-kolonie van Leopold II, bestond er geen rechtstreekse Belgische scheepvaartlijn. De Compagnie Gantoise de Navigation werd opgericht voor de vaart op Centraal-Afrika. Een langdurig succes werd de CGN niet. In 1895 werd de Compagnie Belge Maritime du Congo opgericht. Het zou de belangrijkste rederij in België worden. Aanvankelijk bestond de vloot uit schepen die in het Verenigd Koninkrijk gebouwd waren en bemand werden door Engelsen.
In 1897 wordt met de Belgica een expeditie ondernomen naar Antarctica tijdens de Belgische Antarctische expeditie.
In 1900 telde de Belgische koopvaardijvloot zeven zeilschepen en 73 stoomschepen. België stond op de zeventiende plaats van de wereldranglijst.
Dankzij Albert Thys kreeg CBMC in 1910 een meer Belgisch karakter. Er kwam een overeenkomst tussen de Britten, de Duitsers en de nieuwe Belgische bazen over een verdeling van de vracht en de passagiers, waarmee verhinderd moest worden dat de Belgische Compagnie door zware concurrentie van de kaart zou worden geveegd.
De Eerste Wereldoorlog vernietigde 40 % van de Belgische handelsvloot. Armement Deppe vervoerde tijdens de oorlog 62 % van de hulpgoederen van de Amerikaanse Commission for Relief naar België. Lloyd Royal Belge werd in 1916 gesticht. De Lloyd Royal Belge kende tot 1920 een uitzonderlijke bloei, maar werd overgenomen door de CMB door de crisis van 1930. De naam veranderde in Compagnie Maritime Belge (Lloyd Royal). CMB had de helft van het Belgische tonnage in bezit. Hierna werd niet alleen op Kongo gevaren, maar op de gehele wereld.
Aan de vooravond van de Grote Depressie telde de Belgische vloot opnieuw 202 schepen (543.000 ton). Cobelfret werd in 1939 opgericht vlak voor de Tweede Wereldoorlog. In 1940 kwam CMB onder Duits beheer. De vloot lag deels in vrij en deels in bezet gebied. De CMB-directie bedong dat de bezetter haar eigendomsrechten intact hield. CMB-schepen werden ingezet in beide kampen. 294 zeelieden van CMB verloren het leven op zee door de oorlog. CMB verloor 23 van de 31 schepen. Daaronder was de Léopoldville die getorpedeerd werd in Het Kanaal, zo’n vijf mijl van Cherbourg op kerstavond, 24 december 1944 door de U 486. Totaal gingen 56 schepen verloren gingen en stierven 900 matrozen en officieren. Na 1945 vloeiden aanzienlijke toelagen naar een jonge en vernieuwde vloot.
De onafhankelijkheid van Belgisch-Kongo in 1960 leidde tot een complete verrassing van het Belgische bedrijfsleven, waaronder CMB. De handel met Kongo kreeg een zware schok. De overname van Armement Deppe in 1960 was de eerste reactie van CMB op het Kongolese debacle. Deppe was de tweede grootste Belgische lijnrederij. CMB nam in 1961 Ufimar over en verwierf ruimere financiële middelen plus deelnemingen in SAIT en McAllister Rowing en Island Tug & Barge, twee Canadese ondernemingen in de sleepvaart, redding en riviertransport. In 1968 stapt CMB in het Dart-consortium. De drie schepen van Dart Container Line behoren op dat ogenblik tot de grootste ter wereld.
De IJslandvaart was een roemruchte periode in de Belgische visserij.
België neemt een vooraanstaande positie in in de baggerij met Jan de Nul en Deme.